# 24-Stunden-Rennen von Spa-Francorchamps 1985

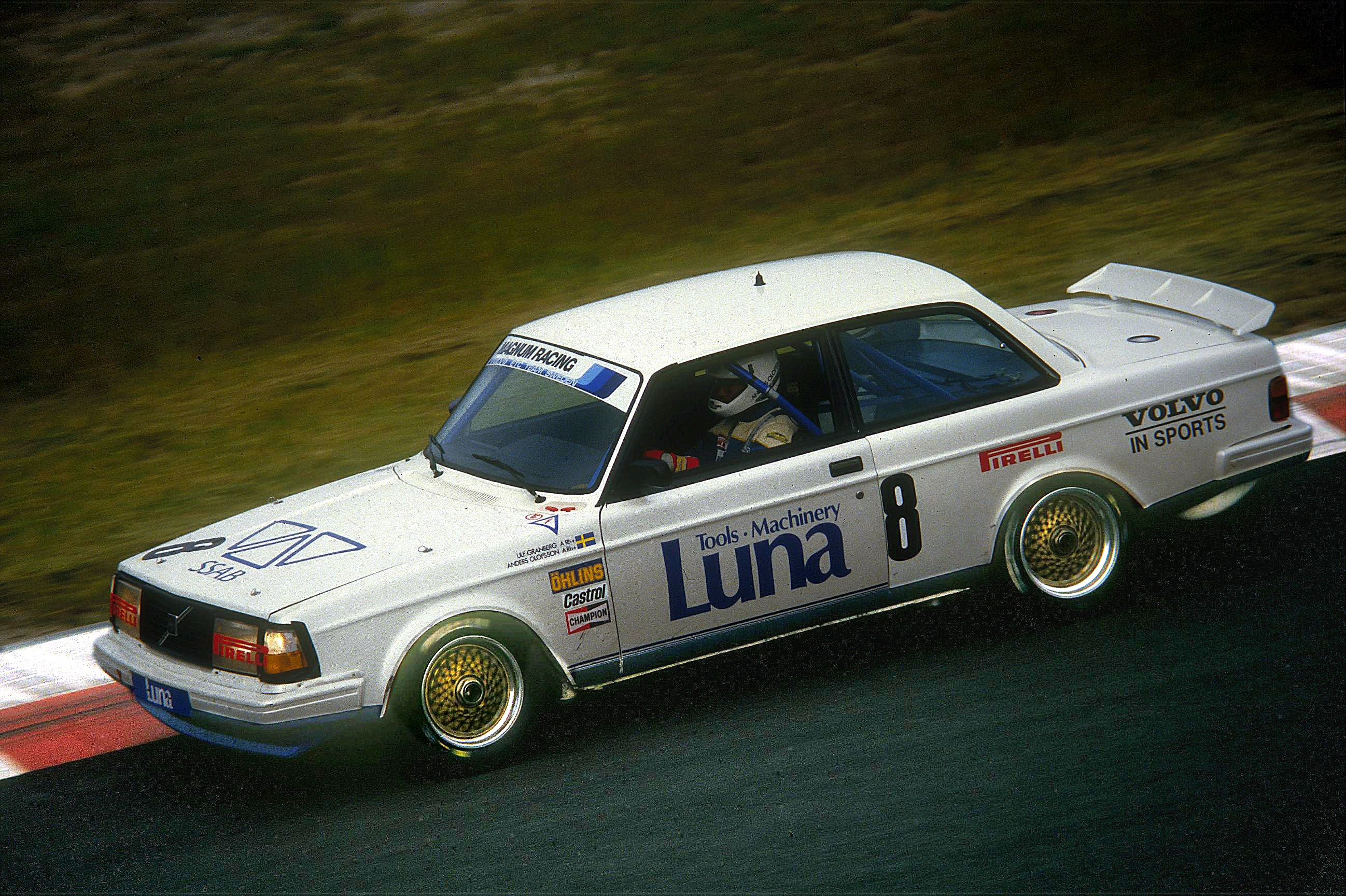
Volvo 240 Turbo von Anders Olofsson, Ulf Granberg und Ingvar Carlsson, hier beim 4-Stunden-Rennen auf dem Nürburgring 1985. In Spa fiel der Wagen mit einer defekten Zylinderkopfdichtung aus

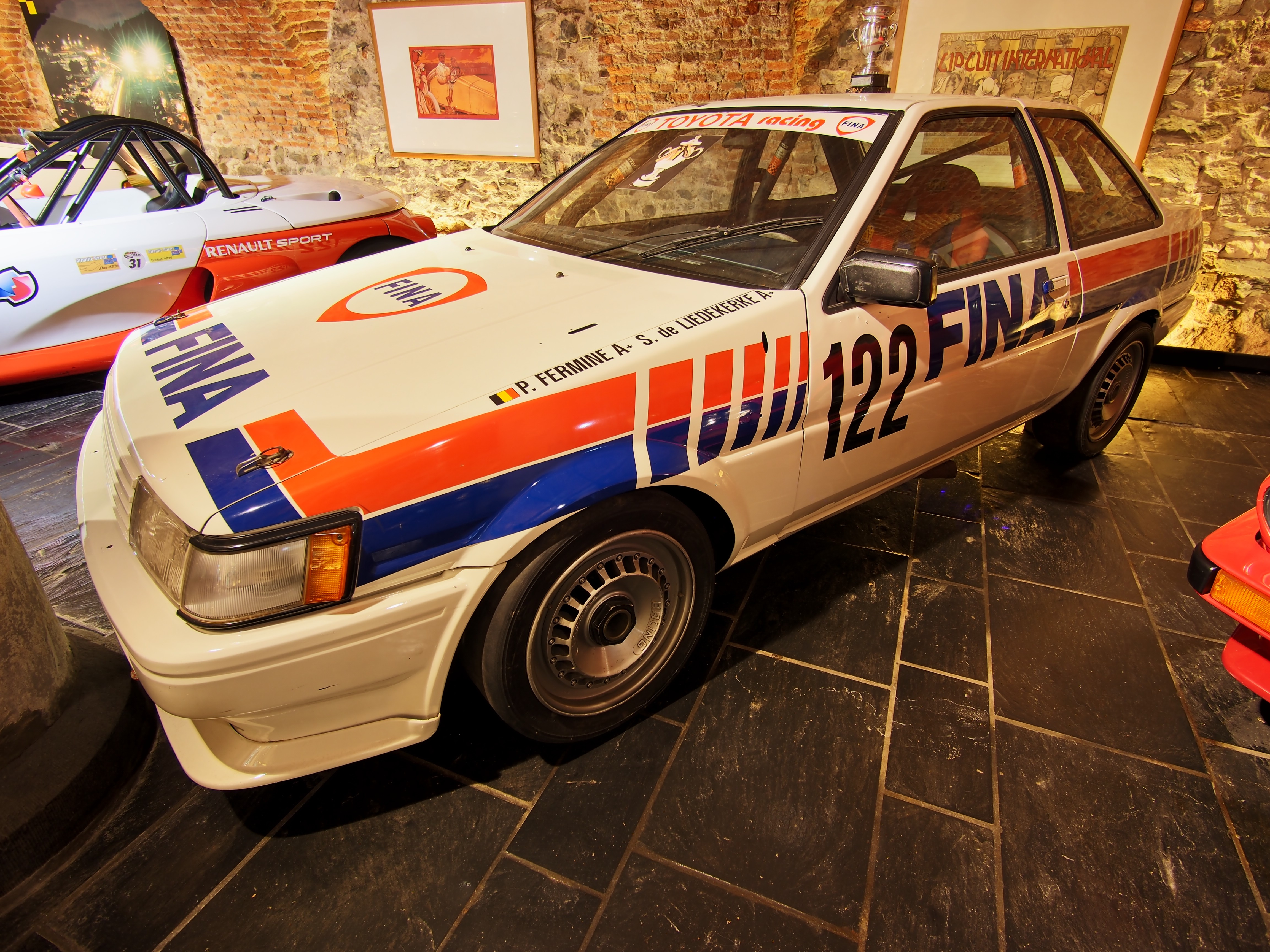
Toyota Corolla GT AE86

Das 37. 24-Stunden-Rennen von Spa-Francorchamps, auch 24 Heures de Francorchamps, fand vom 27 Juli. bis 28. Juli 1985 auf dem Circuit de Spa-Francorchamps statt und war der neunte Wertungslauf der Tourenwagen-Europameisterschaft dieses Jahres.

## Das Rennen
Das Rennen in Spa war die Ausnahme einer für die Rennwagen von BMW wenig erfolgreichen Tourenwagen-Saison, die von den Volvo Turbo und Rover Vitesse dominiert wurde. In der fünften Rennstunde übernahmen Roberto Ravaglia sowie die beiden Formel-1-Piloten Gerhard Berger und Marc Surer im bei Schnitzer Motorsport aufbereiteten BMW 635 CSi die Führung und gaben sie bis zum Ende des Rennens nicht mehr ab. Durch den zweiten Rang von Dieter Quester, Markus Oestreich und Johnny Cecotto gelang BMW ein Doppelsieg, vor dem bestplatzierten Volvo, gefahren von Gianfranco Brancatelli, Thomas Lindström und Siegfried Müller junior.

## Ergebnisse

### Schlussklassement
| 1                  | Div. 3 | 5  | BMW Belgium Schnitzer           | Roberto Ravaglia Gerhard Berger Marc Surer                      | BMW 635 CSi              | 500 |
| 2                  | Div. 3 | 3  | BMW Belgium Schnitzer           | Dieter Quester Markus Oestreich Johnny Cecotto                  | BMW 635 CSi              | 496 |
| 3                  | Div. 3 | 2  | Eggenberger Motorsport          | Gianfranco Brancatelli Thomas Lindström Siegfried Müller junior | Volvo 240 Turbo          | 491 |
| 4                  | Div. 3 | 11 | Eggenberger Motorsport          | Pierre Dieudonné Carlo Rossi Didier Theys                       | Volvo 240 Turbo          | 489 |
| 5                  | Div. 3 | 4  | Auto Budde Team                 | Axel Felder Jürgen Hamelmann Robert Walterscheid-Müller         | BMW 635 CSi              | 485 |
| 6                  | Div. 3 | 14 | BMW Italia                      | Umberto Grano Marco Micangeli Maurizio Micangeli                | BMW 635 CSi              | 481 |
| 8                  | Div. 3 | 26 | Bavaria Automobiles             | Paul Belmondo François Hesnault Romain Feitler                  | BMW 635 CSi              | 481 |
| 8                  | Div. 3 | 12 | Bavaria Automobiles             | Claude Ballot-Léna René Metge Jean-Claude Andruet               | BMW 635 CSi              | 473 |
| 9                  | Div. 2 | 42 | Luigi Racing                    | Georges Cremer Giorgio Francia Guy Pirenne                      | Alfa Romeo Alfetta GTV/6 | 470 |
| 10                 | Div. 2 | 46 | Jolly Club                      | Marcello Cipriani Massimo Siena Giorgio Cipolli                 | Alfa Romeo Alfetta GTV/6 | 462 |
| 11                 | Div. 2 | 54 | Belgian Audi VW Club            | Alfons Hohenester Thierry van Dalen Daniël Herregods            | VW Golf GTI 1.8          | 444 |
| 12                 | Div. 3 |    |                                 | Bernard Carlier Raymond van Hove Jeffrey Van Hooydonk           | BMW 635 CSi              | 442 |
| 13                 | Div. 1 | 81 | RAS Sport                       | Jordi Ripolles Francisco Romero Roger Rutten                    | VW Golf GTI              | 440 |
| 14                 | Div. 1 | 72 | IMC Toyota                      | Milos Bychi Massimo Micangeli Werner Lohmann                    | Toyota Corolla GT AE86   | 440 |
| 15                 | Div. 1 | 83 | IMC Toyota                      | Michel Luxen Philippe Hortulanus Gregoire de Mévius             | Toyota Corolla GT AE86   | 438 |
| 16                 | Div. 1 | 88 | IMC Toyota                      | Pierre Fermine Serge de Liedekerke Eggermont                    | Toyota Corolla GT AE86   | 437 |
| 17                 | Div. 2 | 56 | Kissling Motorsport             | Michael Wollgarten Helmut Hennes Wolfgang Offermann             | Opel Manta               | 437 |
| 18                 | Div. 1 | 86 | IMC Toyota                      | Dominique Holvoet Noël van den Eeckhout Rik de Mey              | Toyota Corolla GT AE86   | 434 |
| 19                 | Div. 1 | 87 | IMC Toyota                      | Marc Baert Philippe de Leener Francis Lacroix                   | Toyota Corolla GT AE86   | 432 |
| 20                 | Div. 1 | 78 | AC Bad Honnef                   | Hans-Jörn Ley Friedrich-Wilhelm Stallmann Josef Rietmann        | VW Golf GTI              | 423 |
| 21                 | Div. 3 | 17 | Jean-Claude Dubuisson           | Jean-Claude Dubuisson Christian Tant Pierre Duponchel           | BMW 528i                 | 417 |
| 22                 | Div. 1 | 71 | IMC Toyota                      | Erik Høyer John Nielsen Lars-Viggo Jensen                       | Toyota Corolla GT AE86   | 395 |
| 23                 | Div. 1 | 77 | Renstal Excelsior               | Etienne van Buyndert Peter van Raemdonck Rodolphe Koentges      | Honda Civic 1.5i GT      | 368 |
| Ausgefallen        |        |    |                                 |                                                                 |                          |     |
| 24                 | Div. 1 | 79 | Belgian Audi VW Club            | Alan Greenhalgh Alan Minshaw Dany Kaise                         | VW Golf GTI              | 414 |
| 25                 | Div. 3 | 22 | Houyoux Racing                  | Guy Nève Charles Geeraerts Pierre-Alain Thibaut                 | BMW 528i                 |     |
| 26                 | Div. 3 | 18 | Jumet Motors Racing             | Willy Maljean Philippe Hoebeke Jean Eggericx                    | BMW 635 CSi              |     |
| 27                 | Div. 2 |    |                                 | Bernard Salam Patrick Perrier Raymond Touroul                   | Alfa Romeo Alfetta GTV/6 |     |
| 28                 | Div. 2 | 45 | Jolly Club                      | Gilles Sagne Dagmar Suster Fabio Magnani                        | Alfa Romeo Alfetta GTV/6 |     |
| 29                 | Div. 1 | 70 | IMC Toyota                      | Dirk de Sterck Klaus Fritzinger Dirk Vermeersch                 | Toyota Corolla GT AE86   |     |
| 30                 | Div. 1 | 89 | Seikel Motorsport               | Peter Seikel Philippe Ménage Robert Schenk                      | Audi 80 GLE              |     |
| 31                 | Div. 1 | 84 | IMC Toyota                      | José Close André Hardy Emmanuel Remion                          | Toyota Corolla GT AE86   |     |
| 32                 | Div. 1 | 53 | Belgian Audi VW Club            | Franz Dubois Roger van Peteghem William de Braekeleer           | VW Golf GTI              |     |
| 33                 | Div. 1 | 75 | Ford Gerstmann Racing Team      | Annette Meeuvissen Jörg van Ommen Arno Wester                   | Ford Escort RS 1600i     |     |
| 34                 | Div. 2 |    |                                 | Schwartz Alain Thiebaut Jean Vignon                             | Alfa Romeo Alfetta GTV/6 |     |
| 35                 | Div. 1 | 80 | IMC Toyota                      | Pierre Jamin Ferdinand de Lesseps Bruno di Gioia                | Toyota Corolla GT AE86   |     |
| 36                 | Div. 1 | 84 | Belgian Audi VW Club            | Guy Katsers Edouard Teyus Patrick Baert                         | VW Golf GTI              |     |
| 37                 | Div. 1 | 76 | Belgian Audi VW Club            | Michel Chapel Didier Noirhomme Can Erez                         | VW Golf GTI              |     |
| 38                 | Div. 3 | 7  | TWR Bastos Texaco Racing Team   | Eddy Joosen Martin Brundle Tom Walkinshaw                       | Rover Vitesse            |     |
| 39                 | Div. 3 | 9  | MTZ Motorsport                  | Bretislav Enge Zdenek Vojtech Jacques Janssens                  | BMW 635 CSi              |     |
| 40                 | Div. 3 | 21 | Brun Motorsport                 | Thierry Boutsen Walter Brun Harald Grohs                        | BMW 635 CSi              |     |
| 41                 | Div. 2 | 40 | Snobeck Racing Service          | Dany Snobeck Xavier Lapeyre Alain Cudini                        | Mercedes 190 E 2.3-16    |     |
| 42                 | Div. 3 | 23 | BMW Belgium                     | Manfred Winkelhock Hervé Regout Jo Gartner                      | BMW 635 CSi              |     |
| 43                 | Div. 2 | 41 | Jolly Club                      | Lella Lombardi Rinaldo Drovandi Marco Curti                     | Alfa Romeo Alfetta GTV/6 |     |
| 44                 | Div. 3 | 27 | Hughes of Beaconsfield          | Barry Sheene Michel Delcourt Pascal Witmeur                     | Toyota Celica Supra MA61 |     |
| 45                 | Div. 3 | 8  | Magnum Racing                   | Ulf Granberg Anders Olofsson Ingvar Carlsson                    | Volvo 240 Turbo          |     |
| 46                 | Div. 3 | 1  | TWR Bastos Texaco Racing Team   | Tom Walkinshaw Win Percy Hans Heyer                             | Rover Vitesse            |     |
| 47                 | Div. 3 | 24 | BMW Belgium                     | Jean-Michel Martin Philippe Martin Gordon Spice                 | BMW 635 CSi              |     |
| 48                 | Div. 3 | 6  | TWR Bastos Texaco Racing Team   | Armin Hahne Jean-Louis Schlesser Jeff Allam                     | Rover Vitesse            |     |
| 49                 | Div. 1 | 73 | IMC Toyota                      | Hermann Tilke Robert Schumacher                                 | Toyota Corolla GT AE86   |     |
| 50                 | Div. 3 | 15 | BMW Italia                      | Giuseppe Briozzo Carlo Pietromarchi Fabien Giroix               | BMW 635 CSi              |     |
| 51                 | Div. 3 | 16 | Bavaria Automobiles             | Jean-Marie Pirnay Pierre de Thoisy Philippe Haezebrouck         | BMW 635 CSi              |     |
| 52                 | Div. 3 | 10 | Bavaria Automobiles             | Michel de Deyne Claude Bourgoignie Alex Guyaux                  | BMW 635 CSi              |     |
| 53                 | Div. 2 | 43 | Luigi Racing                    | Bernard de Dryver Francois-Xavier Boucher Loudwig Boucher       | Alfa Romeo Alfetta GTV/6 |     |
| 54                 | Div. 2 | 47 | Luigi Racing                    | Pedro Meireles Christian Melville Joaquim Moutinho              | Alfa Romeo Alfetta GTV/6 |     |
| 55                 | Div. 2 | 49 | Hoflijk Sport Team              | Freek Staal Guy Hendrickx Eric van de Poele                     | Opel Manta GT/E          |     |
| 56                 | Div. 3 | 20 | Boudouin Andries                | Andries de Ghelder Philippe Bervoets                            | Ford Capri III 3.0S      |     |
| 57                 | Div. 1 | 57 | IRS Euromotor Racing Luxembourg | Nico Demuth Romain Wolf Alain Beauchef                          | Ford Escort RS 1600i     |     |
| 58                 | Div. 1 | 85 | IMC Toyota                      | Claude Holvoet Freddy Fruhauf Koschia                           | Toyota Corolla GT AE86   |     |
| Nicht gestartet    |        |    |                                 |                                                                 |                          |     |
| 59                 | Div. 3 | 19 | Jumet Motors Racing             | Jean Eggericx Alex Guyaux                                       | BMW 635 CSi              | 1   |
| 60                 | Div. 2 | 44 | Jolly Club                      | Romeo Camathias Marco Curti                                     | Alfa Romeo Alfetta GTV/6 | 2   |
| Nicht qualifiziert |        |    |                                 |                                                                 |                          |     |
| 61                 | Div. 2 | 50 | Trommelke Renstal               | Albert Vanierschot Frank de Caluwé Manu De Caluwé               | Renault 11 Turbo         | 3   |

1 nicht gestartet
2 nicht gestartet
3 nicht qualifiziert

### Nur in der Meldeliste
Hier finden sich Teams, Fahrer und Fahrzeuge, die ursprünglich für das Rennen gemeldet waren, aber aus den unterschiedlichsten Gründen daran nicht teilnahmen.
| Pos. | Klasse | Nr. | Team                  | Fahrer                                         | Chassis                 |
| ---- | ------ | --- | --------------------- | ---------------------------------------------- | ----------------------- |
| 62   | Div. 3 | 25  | Elkron France         | Gilles Sagne Noël Dupas                        | BMW 635 CSi             |
| 63   | Div. 2 | 48  | König Motorsport      | Georg Weber R. Köster H. Schurg                | Fiat Ritmo Abarth       |
| 64   | Div. 2 | 50  | Trommelke Renstal     | Manu de Caluwé Mike van Hooydonk               | Renault 11 Turbo        |
| 65   | Div. 2 | 52  | Mich Opel Tuning      | Karl-Heinz Schäfer Volker Strycek Erwin Weber  | Opel Manta B2 GT/E      |
| 66   | Div. 2 | 55  | Luigi Racing          | Jean-Paul Libert Pascal Witmeur                | Alfa Romeo Alfetta GTV6 |
| 67   | Div. 2 | 58  | De Gems Simons Racing | Valentin Simons Paul Simons                    | Ford Escort             |
| 68   | Div. 1 | 74  | S.N.R. Racing Team    | Siegbert Niemeyer Walter Möres Norbert Bormann | VW Golf GTI             |

### Klassensieger
| Klasse | Fahrer           | Fahrer           | Fahrer       | Fahrzeug                 | Platzierung im Gesamtklassement |
| ------ | ---------------- | ---------------- | ------------ | ------------------------ | ------------------------------- |
| Div. 3 | Roberto Ravaglia | Gerhard Berger   | Marc Surer   | BMW 635 CSi              | Gesamtsieg                      |
| Div. 2 | Georges Cremer   | Giorgio Francia  | Guy Pirenne  | Alfa Romeo Alfetta GTV/6 | Rang 9                          |
| Div. 1 | Jordi Ripolles   | Francisco Romero | Roger Rutten | VW Golf GTI              | Rang 13                         |

### Renndaten
- Gemeldet: 68
- Gestartet: 58
- Gewertet: 23
- Rennklassen: 3
- Zuschauer: unbekannt
- Wetter am Renntag: trocken und warm
- Streckenlänge: 6,939 km
- Fahrzeit des Siegerteams: 24:02.23,240 Stunden
- Gesamtrunden des Siegerteams: 500
- Gesamtdistanz des Siegerteams: 3469,500 km
- Siegerschnitt: 144,344 km/h
- Pole Position: Win Percy – Rover Vitesse (#5) – 2:41,430
- Schnellste Rennrunde: Roberto Ravaglia – BMW 635 CSi (#1) – 2:41,670 = 154,537 km/h
- Rennserie: 9. Lauf zur Tourenwagen-Europameisterschaft 1985